# Tupiperla gracilis
Tupiperla gracilis är en bäcksländeart som först beskrevs av Hermann Burmeister 1839.  Tupiperla gracilis ingår i släktet Tupiperla och familjen Gripopterygidae. Inga underarter finns listade i Catalogue of Life.